# Труппо, Антония
Антония Труппо (итал. Antonia Truppo; родилась 14 марта 1977 года в Неаполе) — итальянская актриса кино и телевидения, двукратный лауреат премии «Давид ди Донателло».
В кино дебютировала в фильме 2001 года «Красная луна», актёрский ансамбль которого был удостоен премии Пасинетти на Венецианском кинофестивале. В 2016 году получила премию «Давид ди Донателло» за лучшую женскую роль второго плана (фильм «Меня зовут Джиг Робот»), в 2017 году вновь получила ту же премию (фильм «Неделимые»).